# Єврейська бойова організація

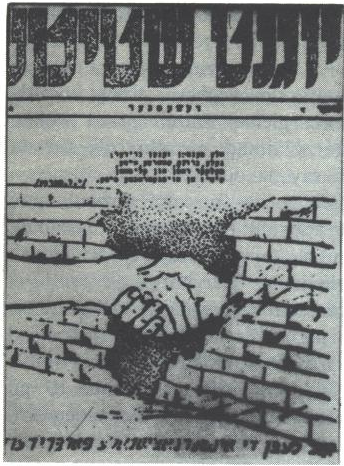
Плакат Єврейської військової організації

Єврейська бойова організація (пол. ŻOB, Żydowska Organizacja Bojowa, ייִדישע קאַמף אָרגאַניזאַציע)  — підпільна збройна організація польських євреїв під час II Світової війни, найвідоміша єврейська воєнізована організація єврейського Опору, яка діяла переважно на території варшавського гетто.